# DJ音標

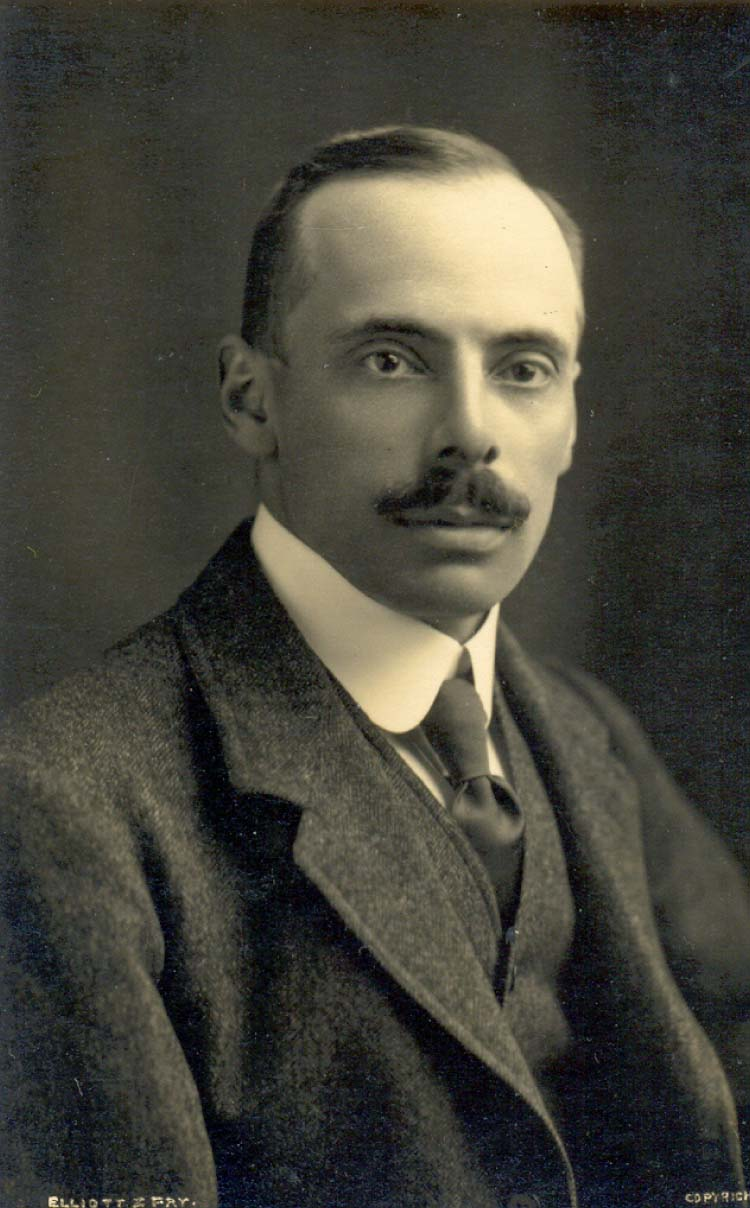
DJ音標發明者

DJ音标（英語：Daniel Jones Phonetic Symbol），是一种标英式、美式发音的音标，广泛用于各大英语权威词典（剑桥英语发音词典、牛津词典、朗文当代英语词典、柯林斯COBUILD）及中国大陆、日本、韩国等世界各国的英语教学，发明者是英国语音学家丹尼尔·琼斯（Daniel Jones）。DJ音标并非IPA音标，但是被大众普遍以为是IPA音标。作者选用IPA部分字符，编写了一本英国英语的发音辞典English Pronouncing Dictionary（第1版至第13版，Jones最后一版的出版时间为1967年）。Jones所编的英语发音字典代表了公認發音（"Received Pronunciation", RP），这在受过教育的英国人尤其是南部英格兰人中通用。
丹尼尔·琼斯过世后，他的学生兼同事Alfred C. Gimson 接手English Pronouncing Dictionary（EDP）的工作，于1977年发布了第14版。在该版本中，Gimson 对注音符号做了较大修订，引入  ɪ ʊ ɒ ɜː 等取代之前使用的 i u ɔ əː。
Gimson于1985年过世后，他的同事Susan Ramsaran于1988年发布了第14版的修订版。
English Pronouncing Dictionary从第15版开始，更名为 Cambridge English Pronouncing Dictionary。由Peter Roach担任编辑，新增美音部分使之可标注美式发音，亦可标注英式发音，并对与通用美式英语（General American, GA）进行增量添加，部分音标符号变形用于区分美音和英音。

### DJ版本
| 版本   | 時間      | 符號區別                    | 編修者           |
| ------ | --------- | --------------------------- | ---------------- |
| 1-13版 | 1917-1967 | 初始版本                    | Daniel Jones     |
| 14版   | 1977-1988 | 引進ɪ ʊ ɒ ɜː 取代i u ɔ əː   | Alfred C. Gimson |
| 15版-  | 1997-     | Happy使用/i/ 美音引進ɝː ɚ t̬ | Peter Roach等    |

目前DJ音标符号共计有44个，其中元音有20个﹔辅音有24个。美式发音（GA）新增/ɝː, ɚ, (t̬)/，未使用/ɒ, ɜː /。 /ɪə, eə, ʊə/ 的ə标为r。
DJ音标初期可能是为了节省印刷模具数量，只有11个符号不同于英文字母；后来Gimson为了一符一音，变为有15个符号不同于英文字母。

## 元音
| Jones (1-13版)  | iː | i | e | æ | ɑː | ɔː | ɔ | ʌ | əː | ə |
| Gimson (14版)   | iː | ɪ | e | æ | ɑː | ɔː | ɒ | ʌ | ɜː | ə |
| Jones (1-13版)  | uː | u | ei | əu | ai | au | ɔi | iə | ɛə | uə |
| Gimson (14版)   | uː | ʊ | eɪ | əʊ | aɪ | aʊ | ɔɪ | ɪə | eə | ʊə |
| Roach等 (15版-) | 以14版為基礎，增加/ɝː, ɚ/，重新引入/i, u/兩符號(和13版之前發音不同)。 美式發音使用變音符號⟨ ̬⟩表示flap t(部分字典未使用)。 然而/i, u, t̬/這些符號不是嚴格意義上的音素。 | 以14版為基礎，增加/ɝː, ɚ/，重新引入/i, u/兩符號(和13版之前發音不同)。 美式發音使用變音符號⟨ ̬⟩表示flap t(部分字典未使用)。 然而/i, u, t̬/這些符號不是嚴格意義上的音素。 | 以14版為基礎，增加/ɝː, ɚ/，重新引入/i, u/兩符號(和13版之前發音不同)。 美式發音使用變音符號⟨ ̬⟩表示flap t(部分字典未使用)。 然而/i, u, t̬/這些符號不是嚴格意義上的音素。 | 以14版為基礎，增加/ɝː, ɚ/，重新引入/i, u/兩符號(和13版之前發音不同)。 美式發音使用變音符號⟨ ̬⟩表示flap t(部分字典未使用)。 然而/i, u, t̬/這些符號不是嚴格意義上的音素。 | 以14版為基礎，增加/ɝː, ɚ/，重新引入/i, u/兩符號(和13版之前發音不同)。 美式發音使用變音符號⟨ ̬⟩表示flap t(部分字典未使用)。 然而/i, u, t̬/這些符號不是嚴格意義上的音素。 | 以14版為基礎，增加/ɝː, ɚ/，重新引入/i, u/兩符號(和13版之前發音不同)。 美式發音使用變音符號⟨ ̬⟩表示flap t(部分字典未使用)。 然而/i, u, t̬/這些符號不是嚴格意義上的音素。 | 以14版為基礎，增加/ɝː, ɚ/，重新引入/i, u/兩符號(和13版之前發音不同)。 美式發音使用變音符號⟨ ̬⟩表示flap t(部分字典未使用)。 然而/i, u, t̬/這些符號不是嚴格意義上的音素。 | 以14版為基礎，增加/ɝː, ɚ/，重新引入/i, u/兩符號(和13版之前發音不同)。 美式發音使用變音符號⟨ ̬⟩表示flap t(部分字典未使用)。 然而/i, u, t̬/這些符號不是嚴格意義上的音素。 | 以14版為基礎，增加/ɝː, ɚ/，重新引入/i, u/兩符號(和13版之前發音不同)。 美式發音使用變音符號⟨ ̬⟩表示flap t(部分字典未使用)。 然而/i, u, t̬/這些符號不是嚴格意義上的音素。 | 以14版為基礎，增加/ɝː, ɚ/，重新引入/i, u/兩符號(和13版之前發音不同)。 美式發音使用變音符號⟨ ̬⟩表示flap t(部分字典未使用)。 然而/i, u, t̬/這些符號不是嚴格意義上的音素。 |

## 辅音
| 无声子音 | p | t | k | f     | s | θ | ʃ | tʃ |
| 有声子音 | b | d | g | v     | z | ð | ʒ | dʒ |
| 其他子音 | m | n | ŋ | l， ɫ | r | h | w | j  |